# Chiyoda (portaerei)
La Chiyoda fu una portaerei leggera della Marina imperiale giapponese, seconda ed ultima unità della classe Chitose ed attiva durante la seconda guerra mondiale; entrata in servizio nel dicembre del 1938 come nave appoggio idrovolanti, fu riconvertita in portaerei nel 1943, finendo infine affondata il 25 ottobre 1944 da unità aeree e navali americane durante la battaglia del Golfo di Leyte.

## Storia
Impostata nei cantieri navali di Kure il 14 dicembre 1936, la nave venne varata il 19 novembre 1937 con il nome di Chiyoda in onore dell'omonimo quartiere di Tokyo; fu la seconda unità della marina giapponese a portare questo nome dopo un incrociatore protetto in servizio tra il 1891 ed il 1927. L'unità divenne operativa il 15 dicembre 1938, partecipando poi ad operazioni al largo della costa cinese; il 23 maggio 1940 la nave tornò a Kure per una prima ricostruzione: lo scafo fu modificato per poter ospitare 12 minisommergibili, riducendo gli idrovolanti imbarcati da 24 a 12. Ritornata operativa il 23 giugno 1940, partecipò a varie esercitazioni con la Flotta Combinata, tra cui i preparativi per il tentato forzamento del porto di Pearl Harbor con i minisommergibili poi messo in atto il 7 dicembre 1941.
Allo scoppio della guerra rimase a lungo in patria sempre impiegata per le esercitazioni dei minisommergibili giapponesi; nel giugno del 1942 fece parte della flotta inviata ad occupare l'atollo di Midway, anche se la sconfitta giapponese nella battaglia delle Midway fece fallire l'operazione. Nel luglio seguente prese parte alle operazioni nella zona delle isole Aleutine, durante le quali subì attacchi aerei americani senza riportare danni; nell'ottobre del 1942 fu trasferita nella zona delle isole Salomone per prendere parte alla campagna di Guadalcanal, ed il 6 novembre sfuggì all'attacco del sommergibile americano USS Grayling. Rientrata in patria ai primi di gennaio del 1943, fu posta in riserva finché non se ne decise la conversione in portaerei leggera: dopo lavori nei cantieri navali di Yokosuka, la nave tornò in servizio con la nuova configurazione il 21 dicembre 1943.
Assegnata insieme alla gemella Chitose alla 3ª Divisione portaerei, fu trasferita nel maggio del 1944 nella zona delle isole Marianne per collaborare alla difesa dell'arcipelago dagli attacchi americani, partecipando anche tra il 19 ed il 20 giugno alla battaglia del Mare delle Filippine durante la quale fu colpita da una bomba d'aereo, riportando danni minori oltre a 20 morti e 30 feriti. Nell'ottobre del 1944 la nave venne coinvolta negli eventi della battaglia del Golfo di Leyte, come parte della "Forza Nord" dell'ammiraglio Jisaburō Ozawa: la mattina del 25 ottobre la forza giapponese fu ripetutamente attaccata dagli aerei decollati dalle portaerei americane, e durante il secondo attacco la Chiyoda fu colpita da diverse bombe, riportando gravi danni oltre ad uno sbandamento di 13° sul lato di dritta; Ozawa distaccò la corazzata Hyuga ed un cacciatorpediniere per portare assistenza alla nave, ma i continui attacchi nemici impedirono l'evacuazione dell'equipaggio. 
Con l'avvicinarsi delle forze di superficie americane, Ozawa ordinò alla Hyuga di abbandonare al suo destino la Chiyoda. Infatti dopo essere stata fortemente danneggiata da 4 bombe lanciate dagli aerei imbarcati sulla USS Franklin e la Lexington la nave fu affondata dal fuoco degli incrociatori della task force TG 38.3 al comando del contrammiraglio Laurence DuBose: USS Santa Fe, USS Mobile, USS Wichita e USS New Orleans e dei nove cacciatorpediniere di scorta.. La Chiyoda affondò con la perdita dell'intero equipaggio.